# Espionatge nuclear

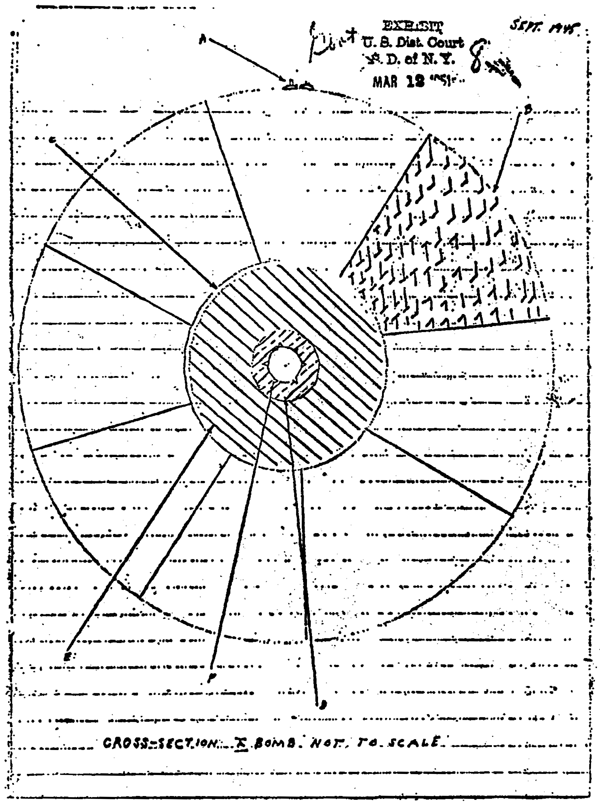
Dibuix d'un disseny d'un arma nuclear d'implosió realitzat per David Greenglass, que il·lustra la informació que suposadament va donar als Rosenbergs perquè al seu torn la passessin a la Unió Soviètica.

L'espionatge nuclear té com a propòsit transmetre secrets d'estat relacionats amb el desenvolupament d'armes nuclears a altres estats sense que hagi cap autorització. Durant la història de les armes nuclears s'han donat a conèixer molts casos d'espionatge nuclear, a més de molts altres casos on es creu que ha existit espionatge per part d'altres països. Com que les armes nuclears, en general, són considerades com un dels secrets d'estat més importants, totes les nacions que posseeixen armes nuclears tenen restriccions molt estrictes sobre el lliurament d'informació relativa al disseny, inventari, sistemes de propulsió i la seva ubicació geogràfica. Els acords de no-proliferació limita la capacitat dels estats de fer públic informació sobre armes nuclears.

## Projecte Manhattan

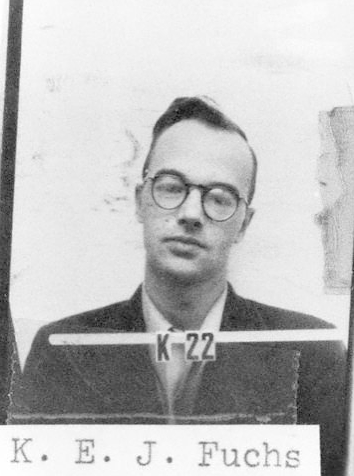
Es considera que Klaus Fuchs fou l'espia més valuós durant el projecte Manhattan

Durant el projecte Manhattan, es desenvolupà un esforç col·laboratiu entre Estats Units, el Regne Unit i Canadà, paral·lel al discórrer de la Segona Guerra Mundial. L'objectiu era el de crear les primeres bombes atòmiques, i el projecte va patir nombrosos casos d'espionatge nuclear en els quals científics o tècnics que hi treballaven van passar informació a la Unió Soviètica sobre el desenvolupament de les bombes i el seu disseny. Sovint aquestes persones són anomenades espies atòmics, i el seu treball es va estendre durant els començaments de la Guerra Freda. Molts d'aquests casos es van donar a conèixer a la premsa en el context de les activitats anticomunistes de la dècada del 1950, encara que han existit nombroses disputes sobre alguns dels detalls exactes d'aquests casos; tot això ha estat en part resolt en fer-se públic les transcripcions del projecte VENONA, que contenen els missatges interceptats i descodificats entre agents soviètics i el govern soviètic. No obstant això certs temes romanen oberts.
Entre els casos més destacats cal citar:
- Klaus Fuchs, un físic teòric alemany, refugiat, que va treballar amb la delegació britànica al Laboratori Nacional Los Alamos durant el projecte Manhattan. Eventualment fou descobert, va confessar i va ser sentenciat a presó a Gran Bretanya. Posteriorment va ser alliberat i va emigrar a Alemanya de l'Est. A causa de la seva proximitat amb nombrosos aspectes de les activitats del projecte i el seu coneixement tècnic ampli, és considerat com el més valuós dels "espies atòmics" pel que fa a la informació que va brindar a la Unió Soviètica sobre el programa de la bomba de fissió dels Estats Units. També va passar informació sobre el programa nord-americà de la bomba d'hidrogen, però com que no estava present quan es va dur a terme el brillant disseny Teller-Ulam, es pensa que aquesta informació no va ser de gran utilitat.
- Theodore Hall, un físic nord-americà de Los Alamos. La identitat com a espia no va ser revelada fins molt avançat el segle xx. Mai va ser arrestat amb relació a les seves activitats d'espionatge tot i que sembla que, finalment, ho hauria admès davant familiars i periodistes.
- David Greenglass, un operador mecànic nord-americà que va treballar a Los Alamos durant el projecte Manhattan. Greenglass confessà que durant la Segona Guerra Mundial va passar als russos uns esquemes i esbossos dels experiments del laboratoris. Alguns aspectes del seu testimoni contra la seva germana i el seu cunyat (Ethel i Julius Rosenberg) es considera actualment que varen ser inventats en un intent per protegir-se a si mateix. Greenglass va confessar la seva activitat d'espionatge i va ser sentenciat a una llarga pena a la presó.
- George Koval, fill nord-americà d'una família d'emigrants belarussos que va tornar a la Unió Soviètica on va ser incorporat a l'Exèrcit Roig i va ser reclutat pel servei d'intel·ligència rus (Glavnoye Razvedyvatel'noye Upravleniye o GRU). Es va infiltrar dins l'exèrcit dels Estats Units i va exercir com a oficial de radioprotecció a l'Special Engineering Detachment. Actuava amb el nom en codi de Delmas, i va aconseguir obtenir informació del Laboratori Nacional d'Oak Ridge (ORNL) i del projecte Dayton sobre el detonador Urchin utilitzat en la bomba de plutoni Fat Man. El seu treball no va ser conegut a Occident fins que el 2007 va ser reconegut per Vladímir Putin a títol pòstum com a Heroi de la Federació Russa.
- Ethel i Julius Rosenberg. Un matrimoni de nord-americans suposadament involucrats en la coordinació i reclutament d'una xarxa d'espionatge que incloïa a David Greenglass. Encara que la majoria dels especialistes creuen que Julius estava probablement involucrat en algun tipus de xarxa, el fet que Ethel estigués o no involucrada –o tingués coneixement d'aquestes activitats– continua sent discutit. Julius i Ethel refusaren confessar cap dels càrrecs i van ser sentenciats i executats a Sing-Sing.
- Harry Gold, nord-americà; va confessar haver actuat com a correu per a Greenglass i Fuchs.

Si la informació obtinguda mitjançant l'espionatge va ajudar de manera significativa a accelerar el Programa soviètic d'armes nuclears també és un tema que se segueix en discussió. Mentre que part de la informació obtinguda, com les dades teòriques molt tècniques lliurades per Klaus Fuchs, se suposa que sí que van ajudar en el desenvolupament d'una arma nuclear, la forma en què els directors soviètics del projecte nuclear, Ígor Kurtxàtov i Lavrenti Béria, van usar en realitat la informació ha portat els estudiosos a dubtar que la mateixa jugués algun paper en l'acceleració del projecte. Segons se sospita, Kurchatov i Beria van usar la informació, sobretot, com a comprovació del treball dels seus propis científics i no van compartir literalment la informació amb aquests, desconfiant tant dels científics soviètics com de la informació d'espionatge. Estudis posteriors han mostrat també que el factor decisiu en el desenvolupament soviètic inicial no van ser els problemes en el disseny armamentístic sinó, com en el Projecte Manhattan, la dificultat per aconseguir materials per a la fissió nuclear, especialment pel fet que la Unió Soviètica quan va començar el seu programa, a diferència dels Estats Units, no disposava de jaciments coneguts d'urani.

## Israel
El 1986, Mordechai Vanunu, un antic tècnic del Centre de Recerca Nuclear del Nègueb, prop de Dimona, a Israel, revelà a la premsa britànica informació sobre el programa d'armes nuclears israelià que confirmaven el que ja se suposava: que Israel tenia un programa secret i avançat d'armes nuclears, així com un arsenal. Israel mai ha confirmat o negat tenir un programa d'armament nuclear i Vanunu va ser segrestat i portat il·legalment a Israel, on va ser jutjat a porta tancada i declarat culpable de traïció i espionatge. Existeix un debat sobre si Vanunu estava veritablement involucrat en espionatge: Vanunu i els seus seguidors afirmen que hauria de ser considerat un revelador d'informació o denunciant, és a dir, algú que dona a conèixer un fet secret i il·legal. D'altra banda, els seus oponents ho veuen com un traïdor i la divulgació d'informació que va realitzar, com una ajuda als enemics de l'estat d'Israel. Vanunu no va lliurar la seva informació immediatament després de sortir d'Israel, sinó que va estar viatjant prop d'un any abans de fer-ho. Les implicacions polítiques del cas són un tema de fortes disputes.

## Xina

Disseny del cap nuclear W88, una variant miniaturitzada del disseny Teller-Ulam, que se suposa que fou robat per agents de la República Popular Xina.

Un informe de 1999 d'un comitè especial de la Cambra de Representants dels Estats Units amb relació a la seguretat nacional i assumptes militares i comercials amb la República Popular de la Xina, presidit pel republicà Chritopher Cox, conegut com a Informe Cox, va revelar que agències de seguretat nord-americanes creien que s'estava produint un acte d'espionatge nuclear per part dels xinesos en laboratoris de disseny d'armes nuclears, especialment en els laboratoris nacionals de Los Álamos, el Lawrence Livermore, el d'Oak Ridge i el de Sandia. Segons aquest informe, la República Popular de la Xina hauria "robat informació classificada sobre tots els caps nuclears termonuclears més avançades dels Estats Units" des de la dècada del 1970, incloent els dissenys de caps termonuclears miniaturitzades avançats, que poden ser emprats en vehicles de reentrada múltiple i independent (MIRV, per les seves sigles en anglès), la bomba de neutrons i codis d'armes que fan possible realitzar simulacions d'assajos nuclears per ordinador i que permeten a la Xina avançar en el desenvolupament d'armes nuclears sense efectuar proves. Aparentment Estats Units no va ser conscient d'aquests fets fins al 1995.
Les investigacions descrites en l'informe van portar finalment a la detenció de Wen Ho Lee, un científic de Los Alamos, acusat inicialment de proporcionar informació sobre armament a la Xina. El procés contra Lee, però, no va ser endavant i finalment va ser acusat únicament d'ús incorrecte de dades. Altres persones i grups detinguts o multats va ser el científic Peter Lee (sense relació amb l'anterior), que va ser detingut per passar suposadament secrets d'un radar submarí, i sobre Loral Space&Communications i de Hughes Electronics passà informació de míssils secrets a la Xina. No es van efectuar d'altres detencions relacionades amb el robatori de dissenys nuclears. L'assumpte es va convertir en un escàndol considerable en el seu moment.

## Pakistan
El gener de 2004, Abdul Qadir Khan, un científic nuclear pakistanès, va confessar haver venut tecnologia secreta d'armes nuclears a Líbia, Iran i Corea del Nord. Segons el seu testimoni i d'informes d'agències d'intel·ligència, Khan va vendre dissenys per centrifugadores de gas (usades per enriquir urani), dissenys xinesos d'un cap nuclear i les mateixes centrifugadores a aquests tres països. Khan hauria aconseguit prèviament dissenys de centrifugadores de gas d'una companyia d'enriquiment d'urani als Països Baixos (Urenco), que va usar per iniciar el seu propi programa d'armes nuclears. El 5 de febrer de 2004, el president de Pakistan, el general Pervez Musharraf, va anunciar que havia indultat a Khan. El govern del Pakistan afirma que no va prendre part en l'espionatge, però es nega a lliurar a Khan per ser interrogat per l'Agència Internacional de l'Energia Atòmica.

## Iran
El juny de 2010 es va descobrir que el cuc informàtic stuxnet, que ataca en tres fases, havia atacat el Programa nuclear de l'Iran, probablement instal·lat per Israel. La primera fase va ser infectar màquines i xarxes de Microsoft Windows, replicant-se repetidament, després, buscà el programari Siemens Step7, basat en Windows i utilitzat per programar sistemes de control industrial que operen equips com ara centrifugadores, i finalment va comprometre els controladors lògics programables podent espiar els sistemes industrials i fins i tot provocar avaries en les centrífugadores.